# يوكي ميازاوا (لاعبة كرة سلة)
يوكي ميازاوا (2 يونيو 1993 بيوكوهاما في اليابان - ) (بالكانا:みやざわ ゆき) هي لاعبة كرة سلة يابانية في مركز هجوم صغير الجسم، شاركت في الألعاب الأولمبية الصيفية 2016.

## وصلات خارجية
- يوكي ميازاوا على موقع الاتحاد الدولي لكرة السلة (الإنجليزية)
- يوكي ميازاوا على موقع كرة السلة الأوروبية.كوم (الإنجليزية)
- يوكي ميازاوا على موقع بروبوليرز (الإنجليزية)
- يوكي ميازاوا على موقع سبورتس رفرنس (الإنجليزية)
- يوكي ميازاوا على موقع اللجنة الأولمبية الدولية (الإنجليزية)
- يوكي ميازاوا على موقع أوليمبيديا (الإنجليزية)